# Magoar
Magoar (bret. Magor) – miejscowość i gmina we Francji, w regionie Bretania, w departamencie Côtes-d’Armor.
Według danych na rok 1990 gminę zamieszkiwało 114 osób, a gęstość zaludnienia wynosiła 15 osób/km² (wśród 1269 gmin Bretanii Magoar plasuje się na 1022. miejscu pod względem liczby ludności, natomiast pod względem powierzchni na miejscu 926.).